# Liu Dao
Liu Dao, en xinès 六 岛 (que vol dir island6), és un grup d'art col·lectiu. Aquest grup es troba format per membres de diferents nacionalitats i dominadors de diferents disciplines artístiques. El seu principal centre de treball és island6 Arts Center, espai situat a l'M50, el districte per excel·lència de l'art contemporani a la ciutat de Xangai, a la República Popular de la Xina.
En aquest sentit, és important destacar que Liu Dao va ser fundat l'any 2006 per island6 Arts Center sota la direcció del francès Thomas Charvériat. Com hem destacat anteriorment, el col·lectiu es caracteritza per la seva multinacionalitat i per les diferents formes de producció, entre les quals destaquen l'ús de recursos electrònics i multimedials, pictòrics, fotogràfics, etc. No és només una qüestió de recursos productius on resideix la multidisciplinarietat de Liu Dao, sinó que també en la formació dels seus membres es fa ràpidament patent una altra de les seves particularitats en tant que, el grup, es troba compost per enginyers, arquitectes, artistes, escriptors, curadors, actors, etc. El col·lectiu, majoritàriament, ha estat exposat en els diferents centres que island6 ocupa, dos d'ells a Xangai i un altre d'ells a Tailàndia, pel què més enllà d'altres col·laboracions que han tingut lloc, únicament amb les exposicions dutes a terme en els centres island6 ja es pot catalogar al grup com un col·lectiu artístic present a nivell internacional. No obstant això, no pot pensar-se que aquest fet limita el rang d'actuació i representació del col·lectiu doncs, entre altres casos, el col·lectiu Liu Dao ha arribat a exposar, per exemple, al Museu d'Art de la Xina, estant present a SISEA 2015, una exposició destinada a l'experimentació i a la reflexió de les relacions existents entre la ciència, la tecnologia i l'art.

## Procés de producció
Liu Dao es destaca per fer ús de la tecnologia digital amb l'objectiu d'expressar i mostrar les emocions, els pensaments i els estats mentals que neixen i es produeixen en un entorn tan complex i alhora impressionant com és la ciutat de Xangai a l'actual segle xxi, un segle especialment caracteritzat per la informació i la tecnologia. Entre els principis del grup es troba la idea que el col·lectivisme i el comunitarisme, que contribueixen enormement a evitar que s'actuï per motius d'ego alhora que garanteix una major resistència a l'estancament creatiu doncs, en un entorn grupal i en el qual les persones no sempre són les mateixes, les idees, els mètodes, etc. es troben en constant evolució i modificació, sense que per això es perdin les línies bàsiques i representatives de Liu Dao. Inicialment, el treball del col·lectiu es basa en un concepte o una idea, com no podria ser d'una altra manera. Aquest primer treball intel·lectual sol ser dut a terme pel curador, encara que tot el grup n'és partícip. A partir d'aquest precís instant, té lloc un procés de redacció, el qual consisteix a redactar una breu sinopsi que, d'acord amb la idea o concepte previ, donarà lloc a l'inici de la creació artística pròpiament dita. A l'hora de procedir, és important la funció del director artístic, el qual, sempre en contacte amb els artistes, avalua les possibilitats i les millors formes de crear artísticament la peça, així com els recursos idonis per a ser utilitzats. La majoria de les obres de Liu Dao impliquen l'ús de tecnologia LED. Els coreògrafs fan el moviment i, coordinat pels directors d'art de la casa, a continuació es grava en vídeo, que acaba per convertir-se en una representació de LED amb un treball en l'apartat de programari realitzat perquè coincideixin els colors i s'aconsegueixi crear una seqüència animada de mapes de bits. Red Gate Gallery, la galeria d'art privada més antiga de la Xina, descriu el procés de Liu Dao com la conversió de la tecnologia en quelcom orgànic en la qual: "la realitat digital s'omple de vida, on comença a parlar, somnia, conspira i sedueix". A més, es refereix a les obres amb termes com "fantasia voyeurista", "parafília", i "rima visual".

## Col·laboracions
Com s'ha assenyalat, totes les obres de Liu Dao són creades per diversos artistes, el que permet clarament observar com el grup fa èmfasi en la cooperació i la col·laboració amb la finalitat d'augmentar la riquesa d'idees i l'evolució dels projectes conceptuals. Les seves obres estan concebudes a través de discussions entre un director i curador d'art en les quals s'idea un tema curadurial, s'escriu un comunicat i, posteriorment, es comparteix amb els artistes. Després de la regeneració i el desenvolupament conceptual inicialment citat, els artistes treballen amb els tècnics in situ per tal de dissenyar l'estratègia d'implementació. Els crèdits relatius a cada peça es realitzen de forma similar als trobats en una pel·lícula, amb escriptors, directors, models, càmeres, tècnics, pintors, programadors, coreògrafs i editors. Aquest procés pretén ser l'oposat al més habitual, en el qual els artistes compten amb la col·laboració de moltes altres persones que treballen per a ells en diferents formes però que mai s'acrediten en absolut.

## Història i tradició
Liu Dao tendeix a utilitzar una gran multitud d'influències, referències i estils d'art xinès, així com de la història de la Xina en les seves obres. Entre elles, poden trobar-se grues (el símbol xinès de la longevitat), el tall de paper xinès, el paper d'arròs, o imatges maoistes i comunistes. De la mateixa manera, el tema de la urbanització, la tecnologia i la modernitat que es troben a Xangai, on resideix i treballa el col·lectiu Liu Dao, són les principals característiques dels temes del col·lectiu, com una mena de reverberació de la vida tradicional xinesa convertida en "electrificada". Al seu torn, les composicions visuals sovint es combinen amb animació LED i amb retalls de paper xinès amb l'objectiu d'utilitzar una imatge tradicional i situar-la en el panorama tecnològic de l'actual segle xxi. La periodista Jasmina Najjar, per exemple, va escriure que el treball del col·lectiu Liu Dao "...mostra que l'art realment té el poder de transcendir les fronteres i obrir diàlegs creatius entre les ciutats i els talents de diferents disciplines."

## La interactivitat
Una de les característiques més singulars de les obres d'art Liu Dao és que sovint compten amb característiques modernitzades pel que fa a la tècnica convencional, traient a la llum el tema de la reacció i la contribució a la globalització de la Xina, mentre que les obres d'art demanen d'interacció a través de diferents sensors, dispositius de control de moviment, telèmetres o sonars, els quals contribueixen a que "els artistes i tecnòlegs participin activament amb la cultura".

## Premis i honors
A l'abril de 2010, Liu Dao va ser seleccionat per Louis Vuitton per a una exposició comissariada per Jonathan Thomson a la prestigiosa Louis Vuitton Maison. Al setembre d'aquell mateix any, Liu Dao va ser seleccionat de nou per Louis Vuitton per participar en una exposició d'art, "Raining Stars", a l'espai cultural Louis Vuitton a Macau, centrant-se en l'experiència mundial dels focs artificials. Liu Dao va ser nominat per al premi d'art anual de caritat de la Fundació art Sovereign el 2010 i, el membre de Liu Dao Rose Tang, va tenir la seva primera exposició individual, "Roseless".